# رافايل ال سيلفا
رافايل إل سيلفا (بالبرتغالية: Rafael L. Silva‏) (مواليد 18 يونيو 1994) هو ممثل أمريكي من أصول برزيلية، اشتهر بدور (كارلوس ريسس) في مسلسل (9-1-1:النجمة الوحيدة).